# Gonomyia (Neolipophleps) monacantha
Gonomyia (Neolipophleps) monacantha is een tweevleugelige uit de familie steltmuggen (Limoniidae). De soort komt voor in het Neotropisch gebied.